# Apple II
Der Apple II (auch Apple ][ oder Apple //) des Unternehmens Apple Computer gehört zu den ersten 8-Bit-Mikrocomputern, die eine weite Verbreitung fanden. Zusammen mit dem Vorgängermodell, dem Apple I, ist er der bislang letzte in Serie hergestellte Computer, der von einer einzelnen Person, nämlich Steve Wozniak, entworfen wurde.
Der Apple II hatte bei seiner Markteinführung acht freie Steckplätze (engl. Slots) des 8-Bit-Apple-Bus-Systems, mit denen er individuell erweitert werden konnte. Die Apple-II-Baureihe war ein offenes System, das heißt, alle wesentlichen Konstruktionsdetails wurden veröffentlicht. Für das Gerät existierten zahlreiche Videospiele und Software für Privatanwender. Gleichzeitig war der Rechner auch für Büroanwendungen und weiteren professionellen Einsatz geeignet, unter anderem wegen seines modularen und erweiterbaren Aufbaus. Er wird daher in der Literatur zum Teil zu den Heimcomputern, aber auch zu den frühen Arbeitsplatzrechnern gezählt.
In Deutschland wurde der Apple II je nach Ausstattung zwischen ca. 3500 bis 5000 DM angeboten (rund 1.800 bis 2.500 Euro): 1984 war der Apple IIc zu einem Einführungspreis von 3500 DM zu haben, das entspricht nach heutiger Kaufkraft umgerechnet ca. 3.890 Euro.

## Geschichte
Der Apple II ist der Nachfolger des Apple I und wurde von Steve Wozniak entwickelt und von Steve Jobs (beide Mitbegründer von Apple) ab April 1977 vermarktet. Bald erschienen diverse illegale Apple-Clones, auch von Heimwerkern selbst gebaute, da in den frühen Apple-II-Modellen nur leicht erhältliche Standard-Chips verwendet wurden. Wie bei anderen Rechnermodellen dieser Zeit wurden kommerzielle Clones hauptsächlich in Ostasien, Brasilien und dem damaligen kommunistischen Ostblock hergestellt, da dort die amerikanischen Originalrechner durch Export- oder Importbarrieren schwer erhältlich oder im Vergleich zum Durchschnittseinkommen zu teuer waren. Zugleich war eine rechtliche Verfolgung der Cloner in diesen Ländern damals schwer bis unmöglich. Legale Apple-Clones zu bauen war sehr aufwändig, da Apple die Firmware nicht lizenzierte (außer ITT 2020), und die Entwicklung einer kompatiblen, aber nicht identischen Firmware im Reinraum-Verfahren im Gegensatz zum späteren IBM PC um einiges schwieriger war (weil noch keine saubere Einsprungtabelle existierte). Erst Mitte der 1980er Jahre kam mit dem Laser 128 ein weitgehend kompatibler und zugleich legaler Clone auf den Markt.

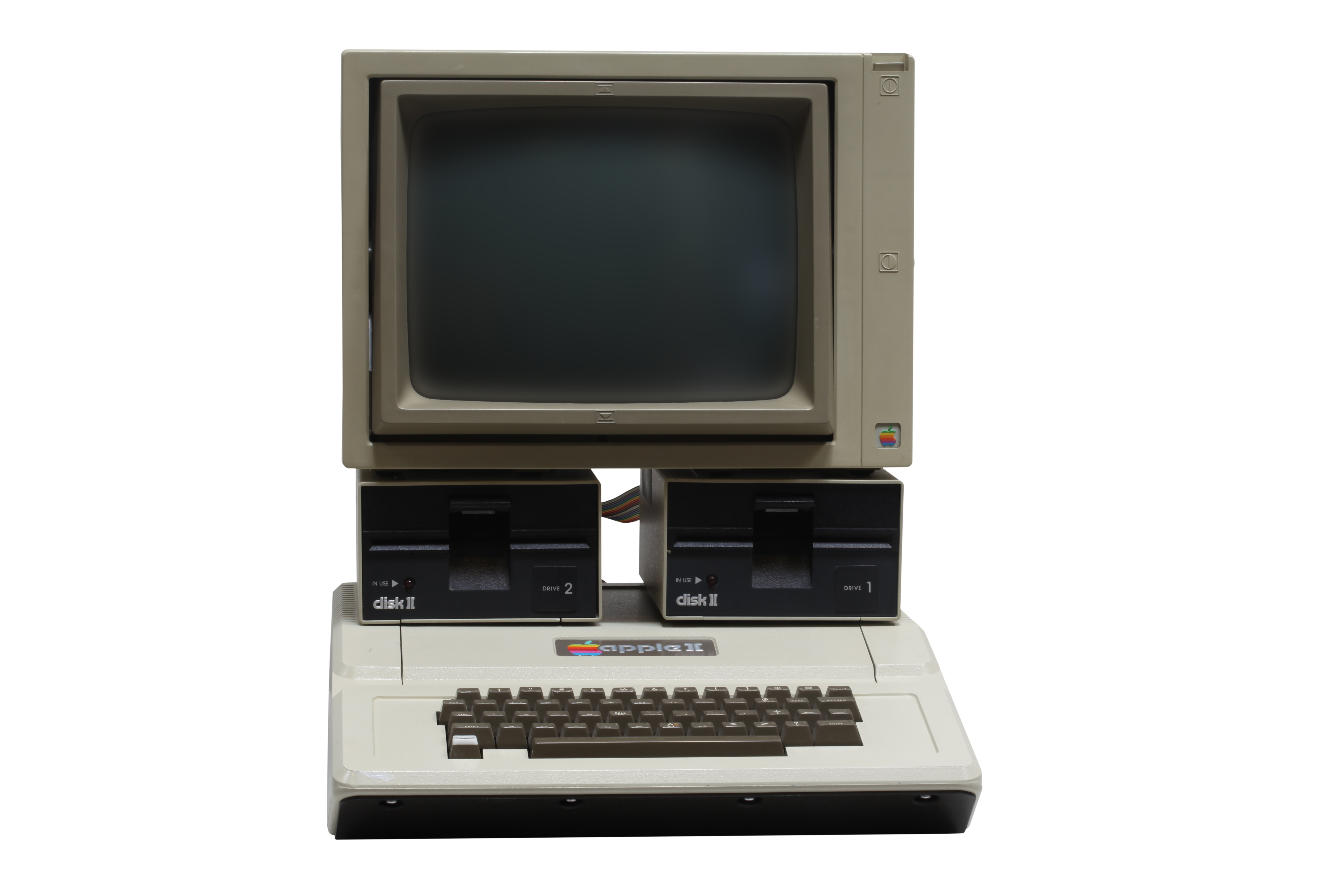
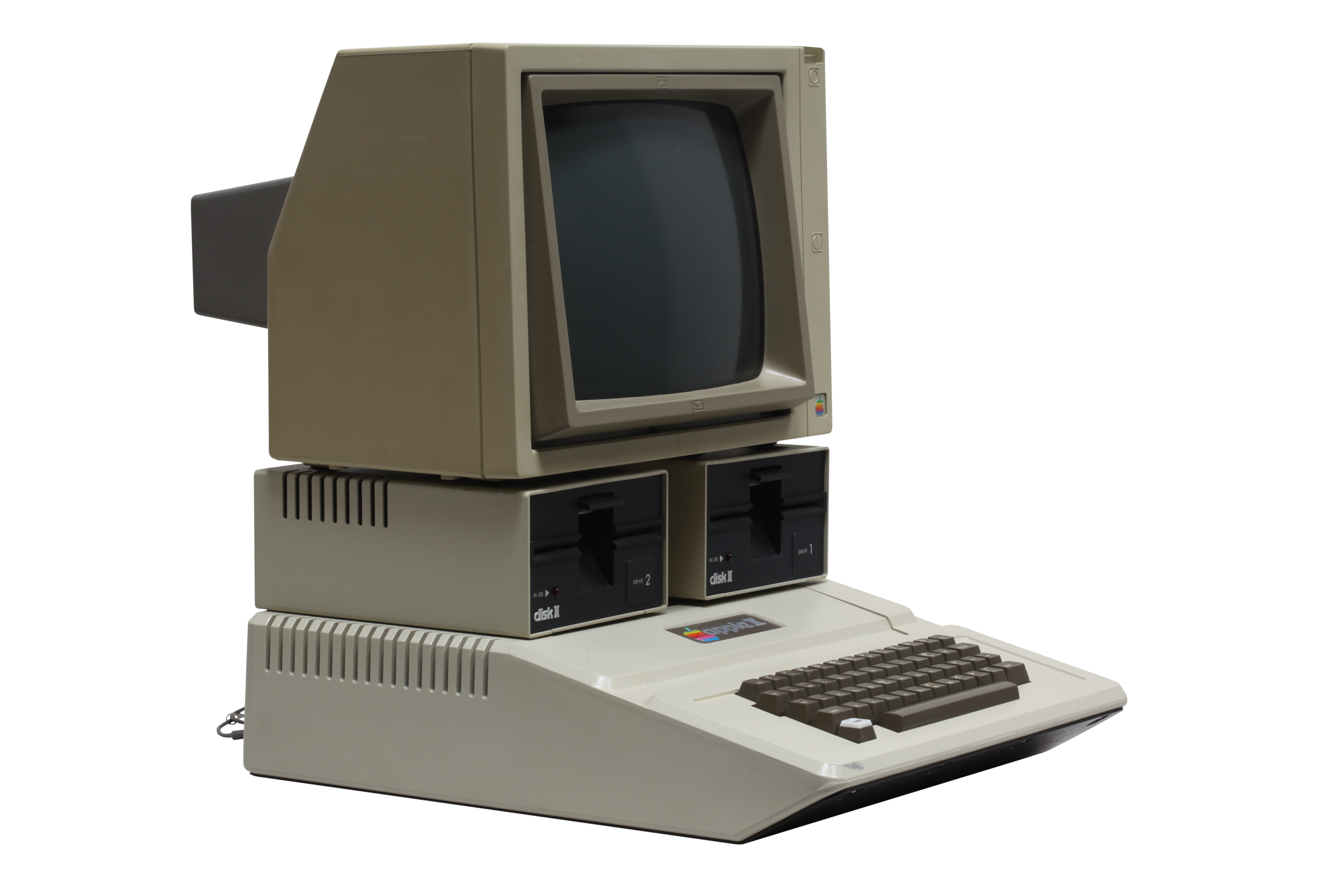
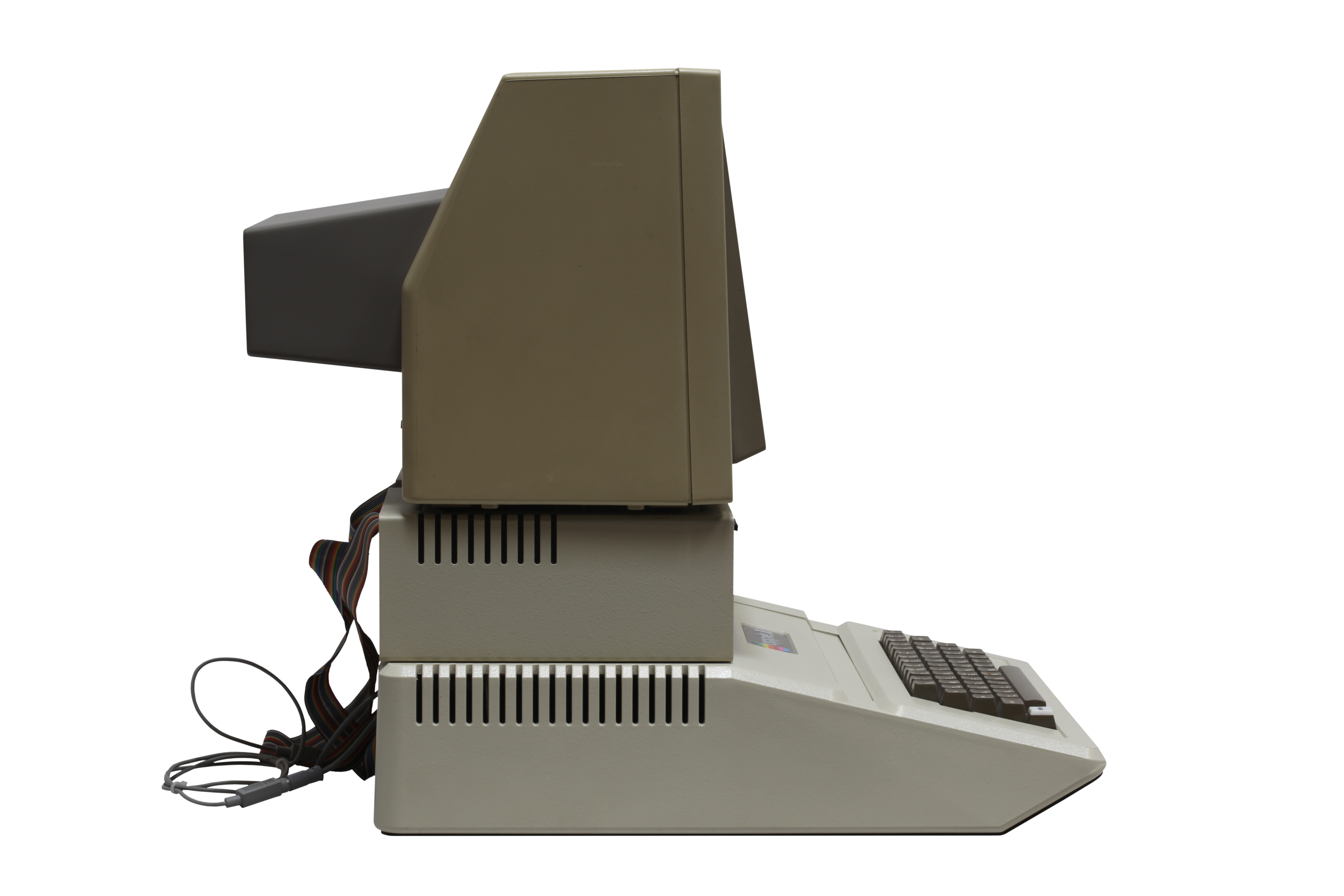
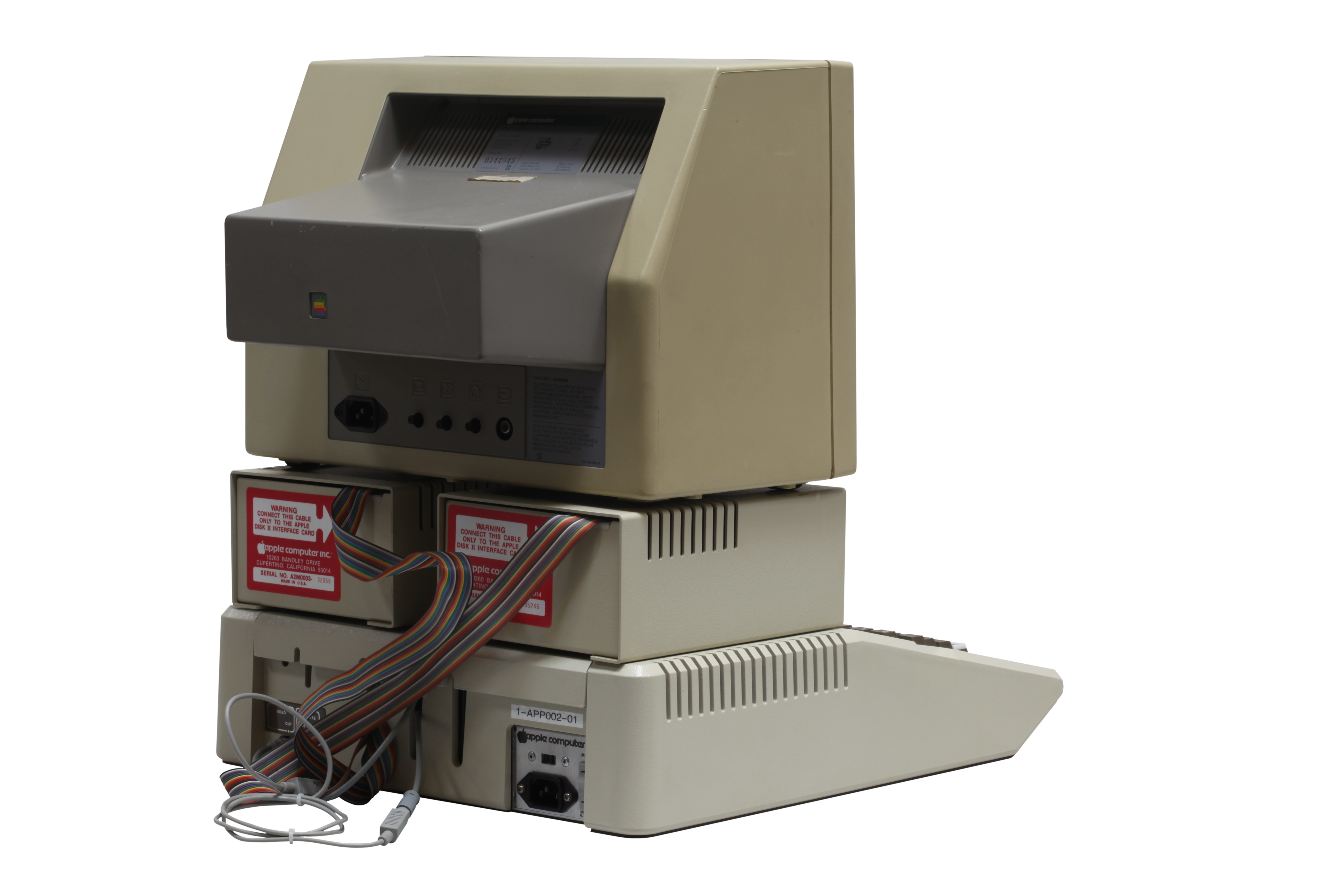

Die Apple-II-Reihe wurde von 1977 bis 1993 gebaut, also etwa 16 Jahre. In dieser Zeit wurden über zwei Millionen Original Apple-II-Computer hergestellt. Die ungezählten Nachbauten dieser Baureihe sind in dieser Zahl nicht erfasst.
Die Baureihe war vor allem deswegen so erfolgreich, weil der Rechner ein offenes System war. Bei den frühen Modellen waren sämtliche Schaltungen und Signale sowie die Firmware in für jedermann erhältlichen Publikationen dokumentiert, bei den späteren Modellen gab es zwar einige ASICs, deren genauer Inhalt nicht veröffentlicht wurde, ihre wesentlichen Funktionen waren aber ebenfalls kein Geheimnis. Man konnte für die Slots des Apple II die unterschiedlichsten Karten kaufen oder auch selbst bauen. Es gab Speichererweiterungskarten, diverse Schnittstellenkarten (beispielsweise für Drucker, Modems, Disketten- und Festplattenlaufwerke), Steuerungskarten (zum Beispiel für Fischertechnik-Baukästen, aber auch I/O-Karten für Industrie und Forschung), Grafikkarten, Soundkarten, Echtzeituhren, und sogar Prozessorkarten mit anderen Prozessoren, wie Z80 oder 68000.
Die Software für den Apple war meist innovativer als bei der Konkurrenz. Das Programm Visicalc war die erste Tabellenkalkulation für Mikrocomputer überhaupt. Das Programm AppleWorks war das erste Programm, das eine Textverarbeitung, eine Tabellenkalkulation und eine Datenbank in einem Programm vereinigte.
Der Apple II gehörte (zusammen mit den gleichzeitig vorgestellten Commodore PET 2001 und Tandy TRS-80) zu den ersten drei erfolgreichen Mikrocomputern, die nicht als Bausatz, sondern als fertige Geräte verkauft wurden. Üblich war es zur damaligen Zeit, dass sich der Käufer zumindest selbst um eine passende Tastatur und einen Monitor kümmern musste, teilweise wurden auch nur nackte Platinen ohne Netzteil und Gehäuse als Computer verkauft (so wie das erste Apple-Modell, der Apple I).
Der Apple II wurde aufgrund seiner großen Verbreitung – nicht nur außerhalb der USA – oft geklont. Eine unvollständige Aufzählung dieser Klone bietet die Liste der Apple-II-Klone.

## Hardware

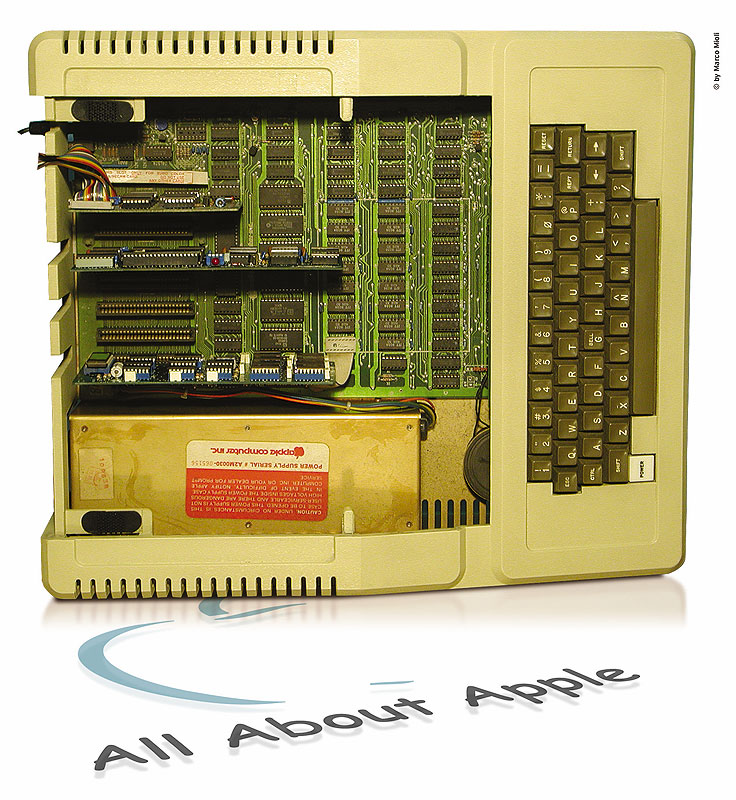
Innenleben des Apple II

Im Apple II kam eine 8-Bit 6502-CPU mit 1,020484… MHz Taktfrequenz zum Einsatz (genau: {\displaystyle {\frac {65}{228}}} der NTSC-Farbhilfsträger-Frequenz, welche {\displaystyle {\frac {315}{88}}} MHz beträgt). In der Grundausstattung verfügte er über 4 KB RAM, erweiterbar bis 64 KB, in den späteren Modellen auf bis zu 16 MB ausbaubar.

### Tastatur
Eine Schreibmaschinentastatur, noch fast ohne Sondertasten, war eingebaut. Beim ersten Apple II konnte man damit nur Großbuchstaben eingeben – nach Auskunft des Apple-II-Entwicklers Steve Wozniak war die einzige Tastatur, die er sich zu dieser Zeit leisten konnte, eben eine mit Großbuchstaben.

### Textmodus
Der Ur-Apple-II beherrschte auch für die Ausgabe im Textmodus nur den ASCII-Zeichensatz ohne Kleinbuchstaben (64 druckbare Zeichen und 32 Steuerzeichen). Im Textmodus stellte der Apple 24 Zeilen zu je 40 Zeichen dar. Die Zeichen waren 5×7 Punkte groß und in 7×8 Punkte große Zeichenboxen eingeschrieben. Dabei war nur weiße Schrift auf schwarzem Grund möglich, die Farbfähigkeit des Apple kam nur im Grafikmodus zum Tragen. Jedes Zeichen konnte normal, negativ oder blinkend (schnell wechselnd zwischen normal und negativ) dargestellt werden. Der Zeichensatz war – anders als bei einigen anderen Heimcomputern – nicht über Software veränderbar. Kleinbuchstaben, Umlaute und grafische Zeichen waren daher nur über Hardware-Bastellösungen möglich (gepatchte EPROMs, die damals in Deutschland bei Apple-II-Benutzern weit verbreitet waren). Einige Clones, zum Beispiel der Basis 108, besaßen jedoch ab Werk Alternativzeichensätze. Erst der Apple IIe beherrschte Kleinbuchstaben und in seiner deutschen Version auch Umlaute – allerdings nur im Austausch gegen selten benutzte andere Zeichen des ASCII-Zeichensatzes, entsprechend der damals aktuellen Norm ISO 646. Es gab einen Umschalter an der Unterseite des Geräts, mit dem man zwischen ASCII und GSCII („German ASCII“) wählen konnte.

### Grafik

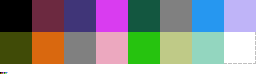
Farbpalette des Apple II

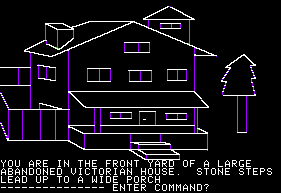
Screenshot vom ersten Grafikadventure Mystery House (Hi-Res mit vier Farben)

Kern des Apple-II-Designs war ein digitaler Grafik- und Zeichengenerator; dieser war so in das System eingearbeitet, dass er zugleich den Refresh des DRAM-Speichers übernahm. Die Grafik hatte einen speziellen Adressraum im Hauptspeicher. Neben dem bei jeder Speichergröße möglichen Textmodus und der groben „LoRes“-Farbgrafik (40×48 in 15 Farben) bot der Apple II ab einem Speicherausbau von 16 KB einen hochauflösenden „HiRes“-Grafikmodus mit 280×192 Pixeln; dabei war der Hintergrund (ungesetzte Pixel) immer schwarz, einzelne gesetzte Pixel erschienen auf einem Farbmonitor, je nachdem ob sie in gerad- oder ungeradzahligen Spalten standen, in zwei unterschiedlichen Farben, zwei oder mehr gesetzte Pixel nebeneinander dagegen immer weiß. Für je sieben Pixel gab es zudem die Möglichkeit, zwischen zwei Farbräumen hin- und herzuschalten. Damit konnte der Apple II hochauflösende Grafik in sechs Farben (schwarz, weiß, grün, violett, orange, türkisblau) darstellen, was 1977 revolutionär war. Zudem hatte das Umschalten in den zweiten Farbraum eine horizontale Verschiebung um die halbe Pixelbreite zur Folge, was bei geschickter Programmierung zur Erweiterung der horizontalen Auflösung genutzt werden konnte.
Als Anzeige diente ein Video-Monitor oder mittels eines zwischengeschalteten HF-Modulators ein Fernseher (heutige Fernseher können über den Video- oder SCART-Eingang direkt angeschlossen werden, damalige Modelle hatten aber fast immer nur eine Antennenbuchse, die ein moduliertes HF-Signal erfordert). Die Farbausgabe funktionierte nur mit dem amerikanischen NTSC-Fernsehsystem, da sie sich dessen spezielle Eigenschaften zunutze machte, um überhaupt mit so wenigen Chips Farbgrafik zu ermöglichen. Ein wesentlicher Faktor für die Farberzeugung war die Verwendung von 14,318 MHz als primärem Takt im Apple II – das ist das Vierfache der NTSC-Farbträgerfrequenz. Das ermöglichte eine einfache Erzeugung der amplitudenmodulierten Farbartsignale.
Da der gleiche Takt (geteilt durch 7 oder 14) auch als Bit-Takt für das Diskettenlaufwerk und für das gesamte Systemtiming diente, konnte er auch in den europäischen Apples nicht einfach durch ein Vielfaches der PAL-Farbträgerfrequenz ersetzt werden, sonst wären Disketten nicht mehr kompatibel zwischen den beiden Modellvarianten gewesen und Programme wären unterschiedlich schnell ausgeführt worden. In den europäischen Apples war daher eine PAL-Farbkarte vonnöten, die das Pseudo-NTSC-Signal der Hauptplatine empfing und nach PAL wandelte. Ab dem europäischen IIe war diese auf der Hauptplatine integriert. Das Pseudo-NTSC-Signal wird dabei von einem anderen Quarzoszillator erzeugt als der PAL-Farbträger. Da Quarzoszillatoren immer minimale Frequenzschwankungen aufweisen, entsteht in diesem Arrangement durch das unabhängige Schwanken der beiden Oszillatoren zwangsläufig eine unregelmäßige Frequenzüberlagerung (Schwebung). Dadurch ist das Farb-Videobild europäischer Apples unruhig; es neigt zu Bildzittern und zu auf- oder abwärts wandernden Moiré-Mustern. Der Textmodus ist von diesem Problem jedoch nicht betroffen.

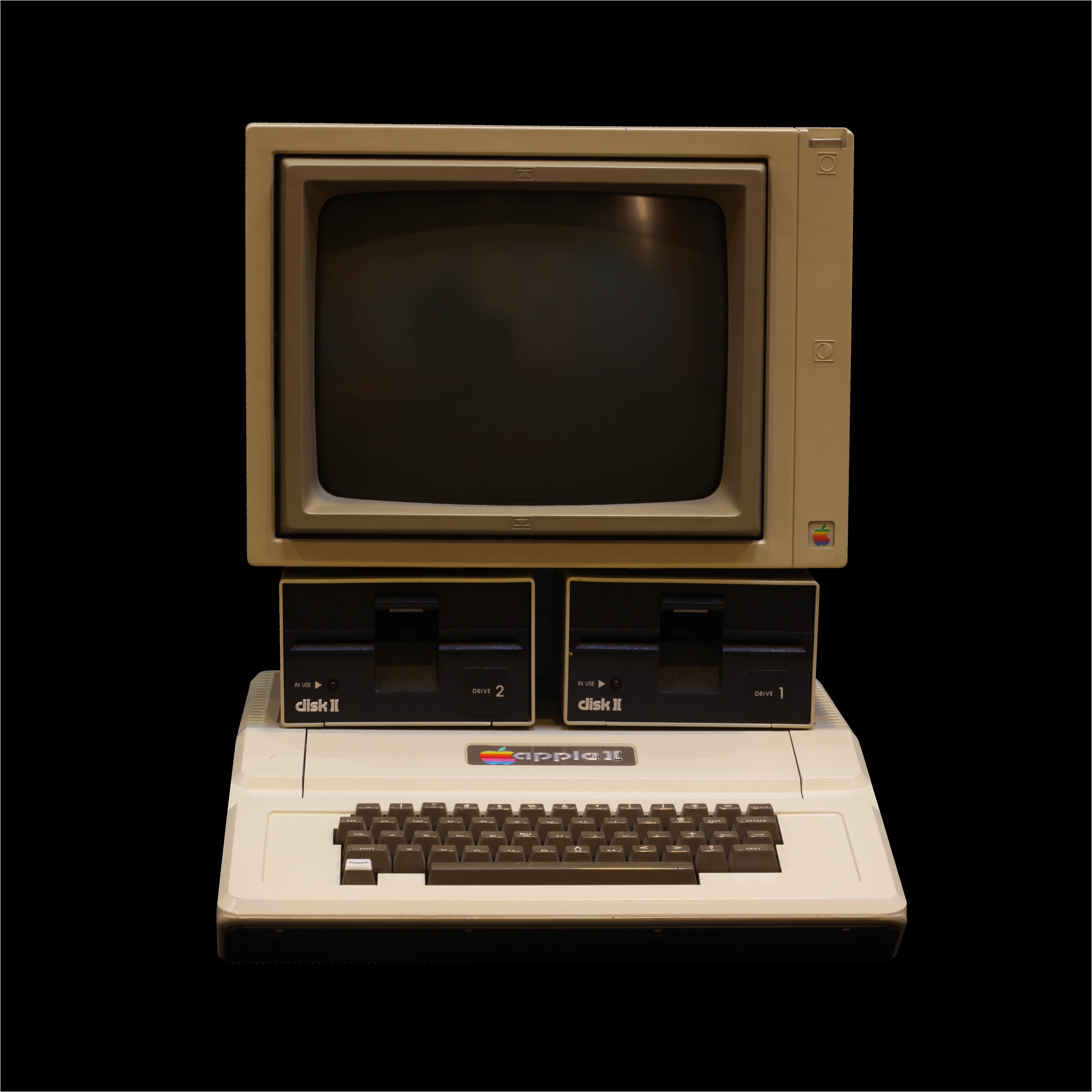
Apple II mit Diskettenlaufwerken

### Speichermedien
Das meistverbreitete Speichermedium waren 5¼-Zoll-Disketten. Steve Wozniak hatte die zu der Zeit verfügbaren Diskettenlaufwerke als zu teuer und ineffektiv angesehen und entwickelte eine eigene Steuerelektronik, die, indem sie einen Großteil der Codierungsarbeit und des Timings von der CPU des Computers erledigen ließ, tatsächlich preiswerter war und mehr Daten pro Diskette speichern konnte als Konkurrenzprodukte. Typische Diskettenlaufwerke hatten damals eine Kapazität von 80–90 KB, Wozniak schaffte mit der gleichen Laufwerksmechanik über 110 KB, in einer zweiten Version sogar 140 KB pro Diskettenseite. Das Design des Laufwerkscontrollers war so effektiv, dass Apple es später als Einchiplösung unter der Bezeichnung Integrated Woz Machine in Apple-II-Nachfolgern und auch in den Macintosh-Computern einsetzte.
Als Betriebssystem diente bei Diskettengebrauch zusätzlich zum eingebauten Applesoft BASIC (bzw. vor dem II+ Integer BASIC) meist Apple DOS oder später ProDOS. Daneben gab es eine Vielzahl von schnelleren DOS-Betriebssystemen von Fremdherstellern, z. B. Diversi-DOS. Der Hüthig-Verlag gab eine Unix-Version namens KIX heraus. An Schulen und Universitäten war dagegen die UCSD-Pascal-Variante Apple Pascal als Betriebssystem weit verbreitet; darauf aufbauend gab es auch die Programmiersprache Modula-2. Speichern auf Tonbandkassetten war möglich, aber bei den Apples nur in der allerersten Zeit üblich, bevor 1978 ein Diskettenlaufwerk erhältlich wurde. Eine gewisse Bedeutung blieb der Kassette als Medium für Sicherheitskopien erhalten, da eine preiswerte C90-Kassette den Inhalt mehrerer Disketten speichern konnte und Disketten Anfang der 1980er Jahre sehr teuer waren (ca. 5 DM).
Ab 1983 gab es sogar Festplatten mit einer für damalige Verhältnisse enormen Kapazität von 10 und 20 MB. Das Unternehmen Frank & Britting GmbH, Forst (Baden) (nicht mehr existent) bot mit einer Mikrowinchester (3,5 Zoll) mit 10 MB Kapazität die ersten Festplatten des schottischen Herstellers Rodime mit ihren Controllern für den Apple an. Mit durchschnittlich 93 Millisekunden wurde auf die Daten zugegriffen. In vier Partitionen konnten auf der Festplatte DOS, CP/M, UCSD-Pascal und ProDOS gleichzeitig untergebracht werden. Nach dem Starten war für die Auswahl ein Menü zuständig.
Das Unternehmen Compu-Shack (auch nicht mehr existierend) vertrieb diesen Einbausatz, der an die Stelle des Netzteils kam. Der Verkaufspreis für 20 MB betrug zum Verkaufsstart 4560 DM, für die 10 MB-Variante 3990 DM.

### Erweiterungen

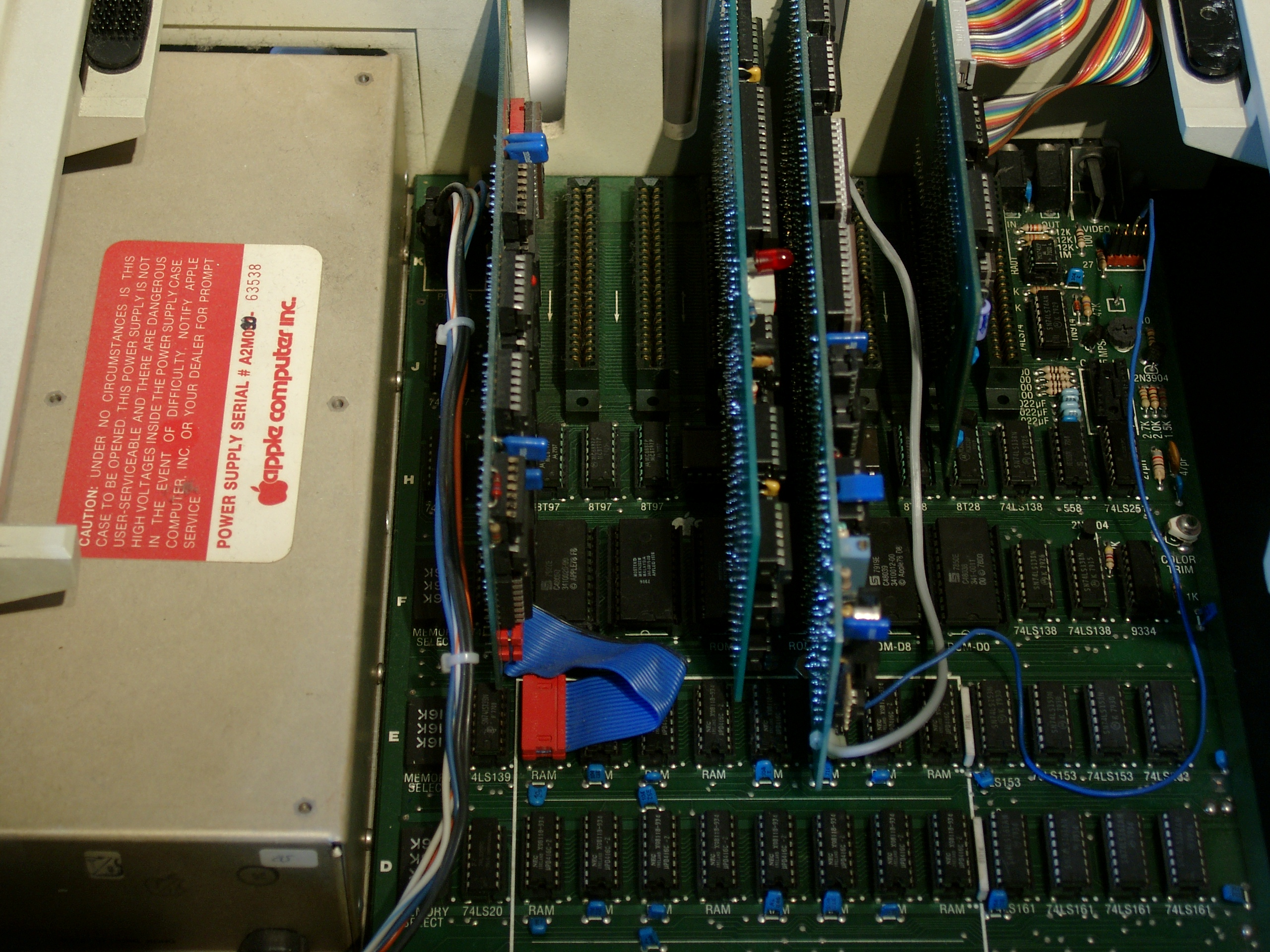
Netzteil, daneben die Erweiterungskarten: Speichererweiterung 16 KB („Apple II Language Card“), Karte mit einem Z80-Prozessor, 80-Zeichen-Karte und Karte für Floppy-Disk-Laufwerke

Der Apple II verfügte über einen Erweiterungsbus mit acht Steckplätzen, die Steve Wozniak gegen den Willen von Steve Jobs durchgesetzt hatte. Da Wozniak diese Steckplätze wie das gesamte Design offen dokumentiert hatte, entstand eine Fülle von Zusatzkarten, beispielsweise die Erweiterungskarte Microsoft Softcard mit einem Z80-Prozessor, damit man den Rechner mit dem Betriebssystem Apple CP/M betreiben konnte und somit die dafür vorhandene Standard-Bürosoftware der damaligen Zeit, wie etwa WordStar und dBASE, nutzen konnte.
Weitere beliebte Erweiterungen waren: eine Speichererweiterung um 16 KB namens „Apple II Language Card“, die den eingebauten ROM-Adressraum durch nachladbare Sprachen-Interpreter ersetzen konnte; 80-Zeichen-Karten, die die darstellbare Zeichenzahl pro Zeile verdoppelten (beliebt waren vor allem die „Videx VideoTerm“-Karte und ihre diversen Nachbauten; ab dem IIe war 80-Zeichen-Fähigkeit standardmäßig vorhanden, sobald eine Speichererweiterungskarte eingesteckt wurde), serielle und parallele Schnittstellenkarten für Drucker und externe Modems oder Akustikkoppler. Dazu kamen noch erste, simple Soundkarten wie das Mockingboard, die dem eingebauten Lautsprecher des Apple immerhin deutlich überlegen waren, aber nur von wenigen Programmen unterstützt wurden. Das Mockingboard enthielt u. a. den Soundchip AY-3-8910 von General Instrument, der fast identisch mit dem des Atari ST und der in Japan sehr erfolgreichen MSX-Computer war.

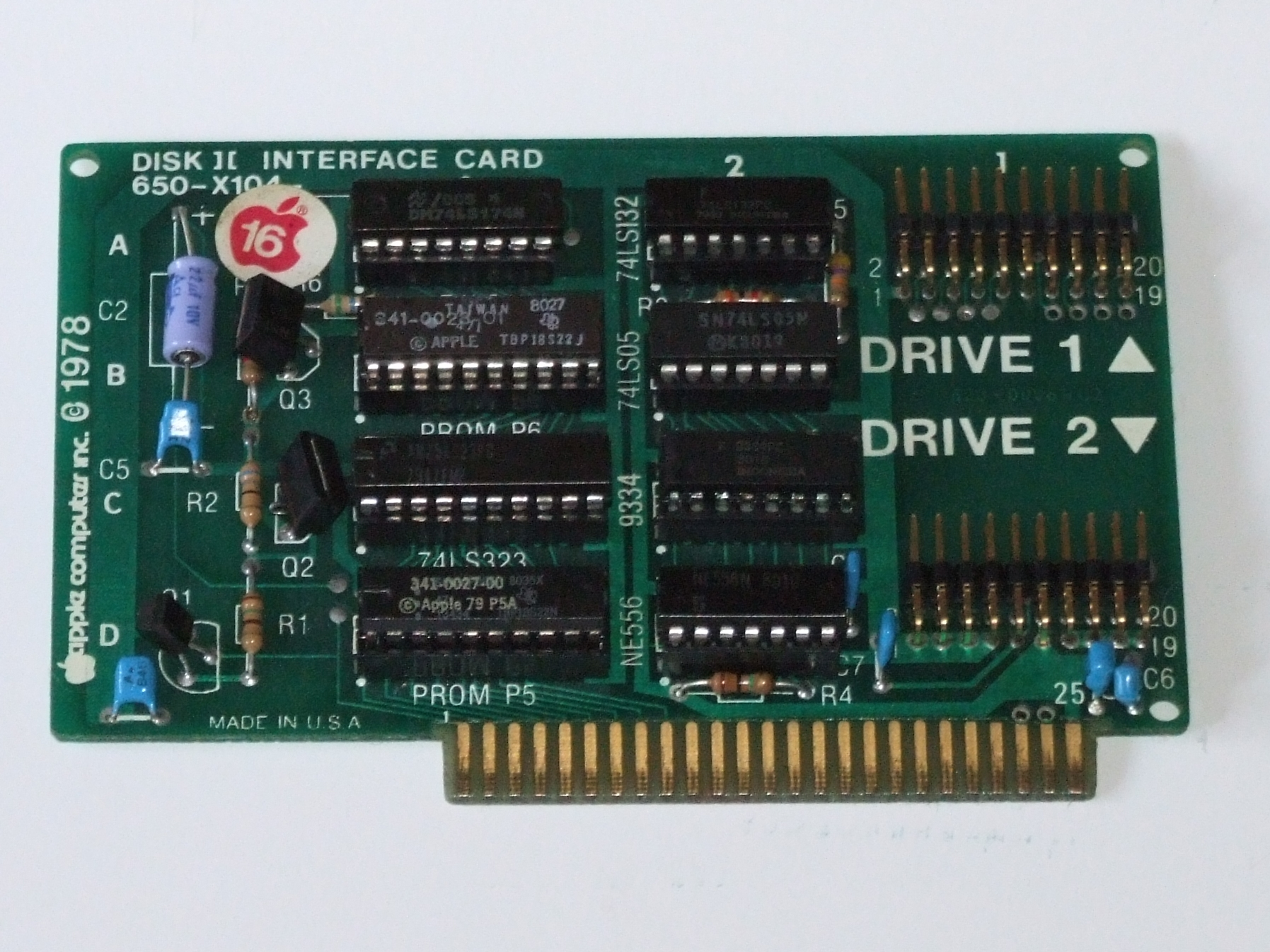
Erweiterungskarte für Floppy-Disk-Laufwerke

Darüber hinaus existierten auch Erweiterungskarten, mit deren Hilfe es möglich war, Floppy-Disk-Laufwerke oder sogar erste Festplatten an den Apple II anzuschließen. Es gab auch interne Modems.
Das Konzept der Erweiterungskarten war so erfolgreich, dass es IBM später für den ersten PC übernahm. Allerdings stellte das Slotkonzept des IBM PC einen deutlichen Rückschritt gegenüber dem Apple II dar. Erweiterungskarten für den Apple II konnten ihre Treibersoftware auf dem Board mitbringen und erhielten durch den Steckplatz eine feste (Speicher-)Adresse. Dadurch war es mit vielen Karten möglich, diese einfach in einen freien Steckplatz zu stecken und ohne weitere Installationsarbeiten zu benutzen. Dagegen mussten die Erweiterungskarten beim IBM PC ihre Adresse mittels DIP-Schaltern eingestellt bekommen, was zu Problemen führte, wenn zwei Karten die gleiche Adresse bekamen. Zudem war es beim IBM PC notwendig, die Treibersoftware zusätzlich zu installieren.

### Gameport

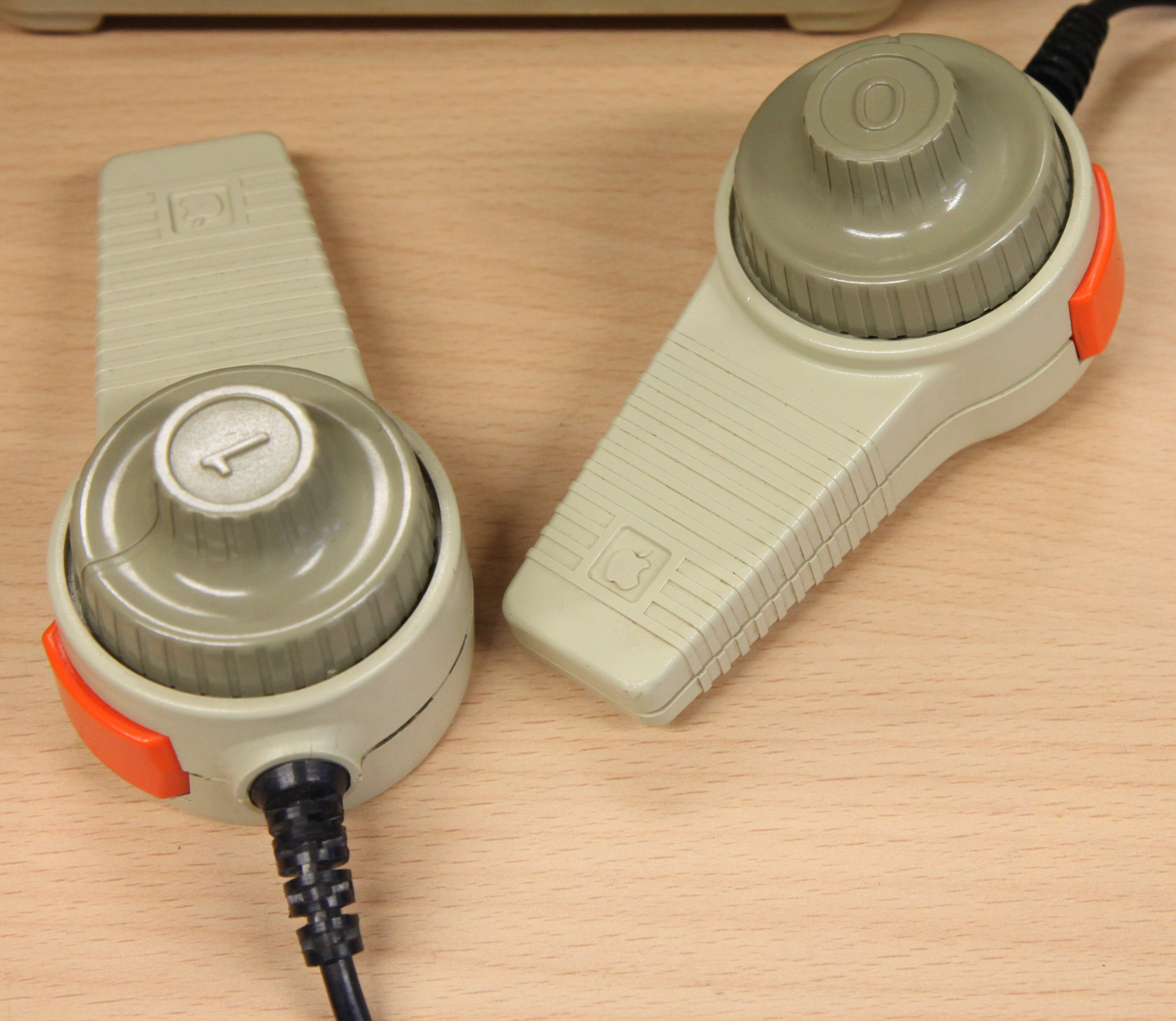
Apple 2 Paddles

Schon an den Ur-Apple II konnte man zwei Paddles oder einen analogen Joystick anschließen; ein primitiver Analog-Digital-Wandler war integriert (das Verfahren wurde vom Gameport des IBM PC kopiert und war lange im Einsatz, wurde aber von USB verdrängt). Der Joystick ließ sich auch relativ einfach in eigenen Programmen einbeziehen und zur Eingabe nutzen.
Der Gameport hatte vier Eingänge für jeweils ein Potentiometer mit 150 kΩ, drei Eingänge für Tasten und fünf digitale Ausgänge, davon vier schaltbare, und einer, der nur kurze Pulse ausgeben konnte. Der vorgesehene Anschluss für den Gameport, und mehr noch die dort einzusetzenden Stecker, waren mechanisch nicht besonders stabil. Bei dem Anschluss handelte es sich um einen IC-Sockel im DIL16-Format im Inneren des Rechners; um dort etwas einzustecken, musste der Rechner geöffnet werden, das Kabel wurde dann durch eine Öffnung auf der Rückseite aus dem Gehäuse herausgeführt. Beim Apple IIe wurde dieser Anschluss um eine außen angebrachte 9-polige D-Sub-Buchse ergänzt, auf dieser wurden die digitalen Ausgänge nicht mehr herausgeführt. Die späteren Modelle hatten nur noch die D-Sub-Buchse, der interne Anschluss fiel weg.
Interessant ist, dass die drei Eingänge für Tasten dadurch zustande kamen, dass der für die Tasten und Achsen verwendete Baustein acht Eingänge hatte, von denen einer für die Realisierung des Kassetten-Eingangs verwendet wurde. Die Achsen wurden durch vier Monoflops realisiert, deren Schaltzeit durch den eingestellten Widerstand der Potentiometer bestimmt wurde, somit blieben noch drei Eingänge für Tasten.

### Timing
Der Apple II verfügte von Haus aus nicht über Zeitgeber (Timer) und Unterbrechungen (Interrupts). Wozniak nannte als Grund dafür, dass er das Design möglichst einfach halten wollte. Außerdem hatte ein interruptgetriebener Tastaturtreiber versagt, so dass er für diesen auf ein „Polling“-Verfahren zurückgriff.
Wegen des fehlenden Timer-Interrupts war z. B. die zeitgenaue Wiedergabe von Musik über den eingebauten Lautsprecher recht aufwändig, es musste die Länge jedes einzelnen Maschinencode-Befehls errechnet werden, um den Lautsprecher in der richtigen Frequenz ein- und auszuschalten. Da einige 6502-Befehle je nach Registerinhalten unterschiedliche Zyklenzahlen benötigten, war das nicht trivial.
Auch der Code für den Diskettenlaufwerks-Treiber war zyklengenau ausgestoppt; Wozniak konnte dadurch, dass er zeitkritische Funktionen in Software abwickelte, ein wegweisend einfaches und flexibles Floppy-Disk-Laufwerk bauen. Der Bootloader in einem PROM auf der Diskettenlaufwerk-Einsteckkarte, der autonom ein vollständiges DOS von der Diskette nachladen konnte, war inklusive der GCR-Codetabelle nur 252 Bytes groß.
Zusatzkarten wie die erwähnte „Mockingboard“-Soundkarte rüsteten die fehlenden Timer-Interrupts nach, zumeist auf Basis des inzwischen erschienenen „Versatile Interface Adapter“-Chips 6522, der seinen Weg auch ins Apple-III-Design fand.

## Weiterentwicklung des Urmodells

Apple-II-Logo

Das Urmodell wurde 1979 zum Apple II+ und Apple II europlus weiterentwickelt; letzterer war der erste in Europa im großen Stil verkaufte Mikrocomputer. Der II+ bot immer 48 KB Speicher (die kleineren Ausbauvarianten wurden nicht mehr unterstützt) und kam mit anderer Firmware: anders als der Apple II, in dessen ROM sich noch das von Steve Wozniak entwickelte Apple Integer Basic befand, bot er Applesoft BASIC, das von Microsoft stammte. Es war merklich langsamer, verbrauchte mehr Speicher und war weniger klar im Aufbau als Integer BASIC, hatte aber den großen Vorteil, dass es im Gegensatz zu diesem auch mit Gleitkommazahlen rechnen konnte. Eine Apple-eigene Erweiterung von Integer BASIC in diese Richtung war an Zeitmangel gescheitert, weshalb man sich zum Zukauf entschlossen hatte. Applesoft BASIC verfügt über Befehle zur Darstellung hochauflösender Farbgrafik, im Übrigen ist es weitgehend identisch mit dem Commodore BASIC z. B. des Commodore 64, denn auch dieses kam von Microsoft und entstammte der gleichen Codebasis. Der Europlus unterschied sich vom II+ nur in der Anpassung an die europäische Fernsehnorm mit ihren 50 Bildern pro Sekunde statt 60 wie in Amerika. Tastatur und Zeichensatz blieben beim Europlus amerikanisch, allerdings wurden von Bastlern und Wiederverkäufern hier oft Anpassungen vorgenommen.

## Der Markt
1980 mutierte der Apple II zum wenig erfolgreichen Apple III (dessen Scheitern am Markt IBM mit ihrem IBM PC, der wie der Apple II eine offene Architektur besaß, eine große Marktlücke eröffnete), wurde dann 1982 zum IIe und 1984 dem portablen IIc fortentwickelt und letztlich 1986 durch den mit dem 65C816 Prozessor bestückten, teilweise mit 16 Bit arbeitenden IIGS abgelöst, der aber von Apple kaum beworben wurde und neben den Apple-Macintosh-Rechnern, dem Atari ST und dem Commodore Amiga in Europa kaum Beachtung fand. Ein bereits 1984/1985 unter Mitarbeit von Steve Wozniak konzipierter Nachfolger mit den Codenamen „Apple //x“ bzw. „Golden Gate“ kam nicht über ein frühes Entwicklungsstadium heraus. Der auf der WD 65816-CPU basierende Rechner sollte u. a. mit einem 68000er-Prozessor erweiterbar sein, eine Kompatibilität zum Apple Macintosh oder eine grafische Benutzeroberfläche waren zu diesem Zeitpunkt jedoch nicht vorgesehen.
Da die Apples in amerikanischen Schulen sehr beliebt und verbreitet waren, bestand die Serie noch einige Jahre fort. Nach zwei ROM-Revisionen wurde der Apple IIgs im November 1992 eingestellt. Eine dritte ROM-Revision mit dem Codenamen „Mark Twain“ erreichte nur den Prototypen-Status; im Unterschied zum Seriengerät hätte dieser Rechner zusätzlich über eine integrierte Festplatte, ein integriertes 3,5-Zoll-Diskettenlaufwerk und eine SCSI-Schnittstelle verfügt.
Nach Produktionsende des Apple IIgs wurde der Apple IIe noch bis 1993 gefertigt.

### Computerspiele

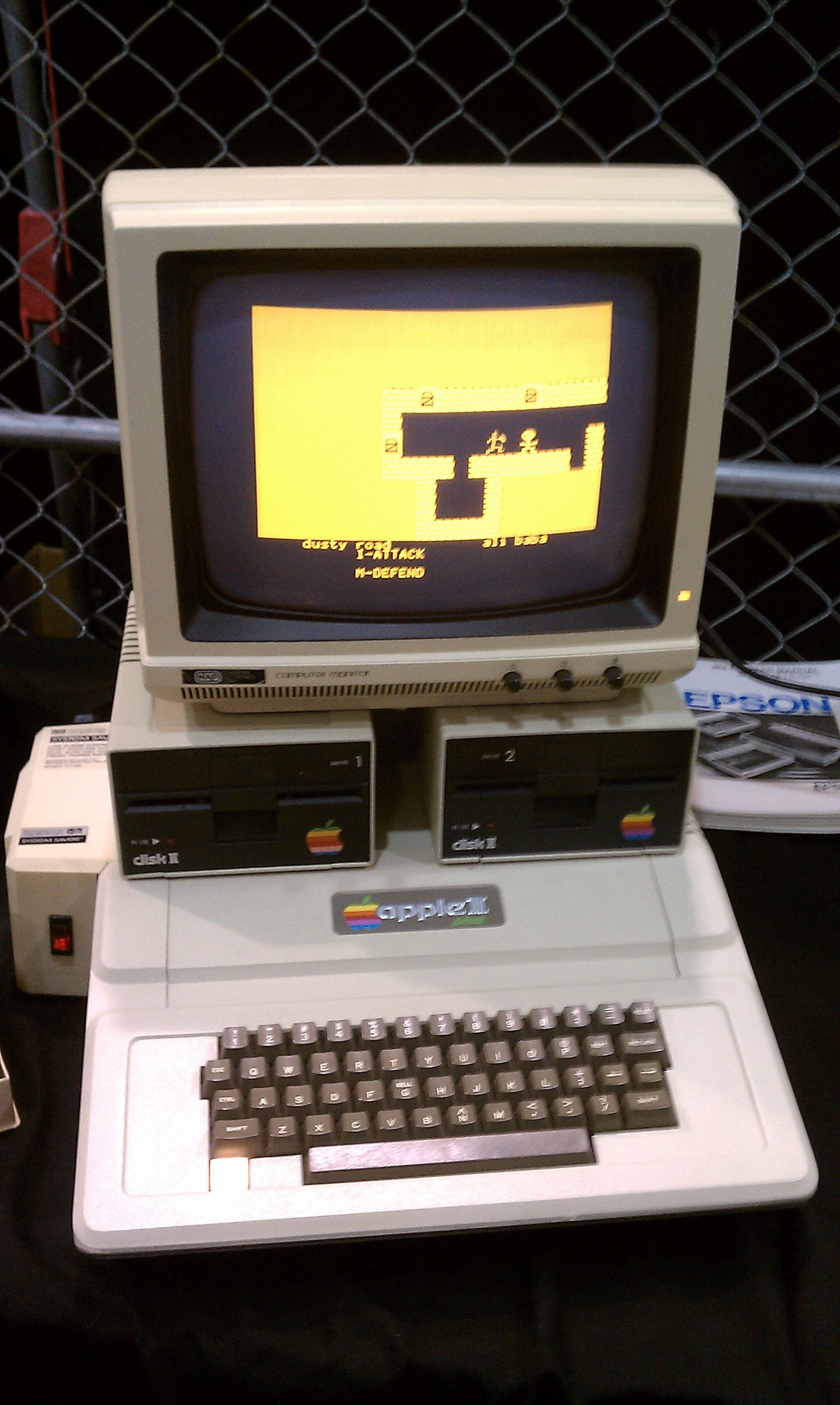
Apple II mit dem Spiel Ali Baba and the Forty Thieves auf einem Bernstein-Monitor

In den USA bestimmte der Apple II auch die frühe Mailbox-Szene und es erschienen sehr viele Computerspiele für die Apples; in Westeuropa dominierten dagegen andere, später erschienene Systeme – wie zum Beispiel der Commodore C64 – den Spielemarkt. Mailboxen wurden in Deutschland wegen der höheren Telefongebühren und der extrem restriktiven Modem-Politik der damaligen Bundespost erst später populär. Die vier ersten Computerspiele (ROCKET PILOT, STAR WARS, SAUCER INVASION, SPACE MAZE) für den Apple II wurden von Bob Bishop entwickelt.
Einige bekannte Klassiker erschienen zunächst auf dem Apple II. Viele davon wurden später auf andere gängige Heimcomputer wie den C64 oder den PC portiert, darunter Akalabeth, Ultima, Wizardry, Choplifter, Prince of Persia, Castle Wolfenstein und The Bard’s Tale. Exklusiv erschien insbesondere das erste Grafikadventure Mystery House. The Oregon Trail wurde vom Großrechner auch zuerst auf den Apple II portiert. Andererseits erschienen hier auch viele bekannte Arcade-Spiele, darunter Defender, Frogger, Dig Dug, Battlezone oder auch Spiele anderer Heimcomputer, wie California Games und The Last Ninja.

## Quelltext-Veröffentlichung
Im Jahre 2013, 35 Jahre nachdem der Apple II auf den Markt gekommen war, wurde der dazugehörige Apple-DOS-Quelltext vom Computer History Museum auf seiner Webseite veröffentlicht. Paul Laughton, der Programmierer, hatte ihn zur Verfügung gestellt.